# Courbe de Lévy

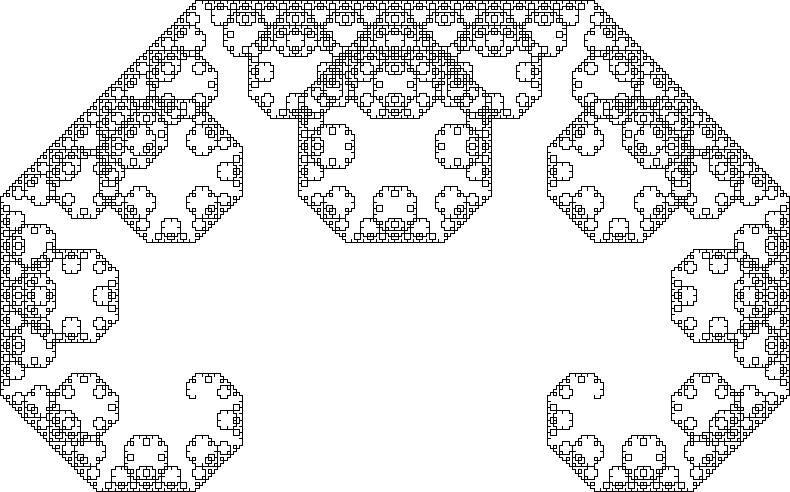
Courbe de Lévy.

En mathématiques, la courbe de Lévy ou courbe en C est une courbe fractale.
Décrite pour la première fois par Ernesto Cesàro en 1906 et Georg Faber en 1910, elle porte maintenant le nom du mathématicien français Paul Lévy qui, en 1938, a été le premier à décrire ses propriétés d'auto-similarité, et à en apporter une construction géométrique. 

## Propriétés
- La dimension de Hausdorff de la courbe de Lévy égale 2 (elle contient des ensembles ouverts). Résultat déduit directement de sa construction par deux homothéties de rapport 1/√2.
- Sa frontière a une dimension estimée à environ 1,9340[4].
- La courbe de Lévy pave le plan[5].
- Si le segment d'origine a pour longueur 1, l'aire recouverte par la courbe de Lévy vaut 1/4[5].
- La courbe de Lévy est un des six 2-autopavés réguliers (peut être pavée par deux copies d'elle-même, de même taille)[6].
- Elle est un cas particulier de la courbe de De Rham.

## Construction par un système deLindenmayer(L-système)

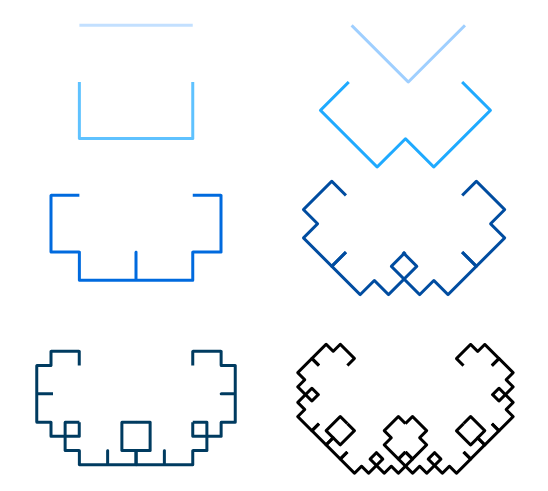
Les huit premières itérations du L-système.

Après 12 itérations.

La construction de la courbe de Lévy part d'un segment de droite. Ce segment est remplacé par les deux côtés du triangle rectangle isocèle ayant le segment d'origine pour hypoténuse. A l'étape 2, la courbe est donc représentée par deux segments à angle droit. Par rapport au segment original ces deux segments sont réduits d'un facteur 1/√2.
On applique cette règle itérativement pour chaque nouveau segment créé.
Après n étapes, la courbe consiste en {\displaystyle 2^{n}} segments de longueur réduits d'un facteur {\displaystyle 2^{n/2}} par rapport au segment d'origine. 
Le système de Lindenmayer associé peut ainsi être décrit comme suit : 
| Variables:  | F          |
| Constantes: | + −        |
| Axiome:     | F          |
| Règles:     | F → +F−−F+ |
Où "F" signifie "avance tout droit", "+" signifie "tourne à droite à 45°", et "−" signifie "tourne à gauche à 45°". 
L'ensemble limite de ce L-système est la courbe de Lévy. 

### Variantes
La courbe standard est construite en utilisant des angles de 45 degrés. On peut élaborer des variantes de cette courbe en utilisant des angles différents. Tant que l'angle reste inférieur à 60 degrés, les nouveaux segments créés à chaque étape restent inférieurs au segment d'origine et l'ensemble converge vers une courbe limite.

## Construction par un système de fonctions itérées

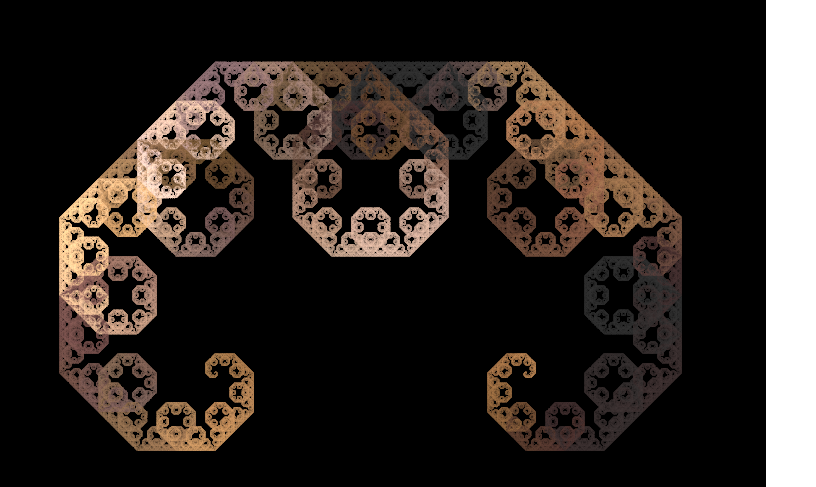
Courbe de Lévy obtenue avec un générateur de système de fonctions itérées.

La construction d'une courbe de Lévy par un système de fonctions itérées s'appuie sur un ensemble de deux fonctions linéaires contractantes de rapport 1/√2. La première introduit une rotation de 45°, la deuxième une rotation de -45°. 
La courbe de Lévy C dans le plan complexe peut donc être définie comme l'attracteur de deux similitudes :
- h de centre 0 définie par  {\displaystyle h(z)={\frac {1}{2}}(1+\mathrm {i} )z}
- l de centre 1 définie par {\displaystyle l(z)={\frac {1}{2}}\left((1-\mathrm {i} )z+(1+\mathrm {i} )\right)}.